# Montpinchon
Montpinchon – miejscowość i gmina we Francji, w regionie Normandia, w departamencie Manche.
Według danych na rok 1990 gminę zamieszkiwało 526 osób, a gęstość zaludnienia wynosiła 31 osób/km² (wśród 1815 gmin Dolnej Normandii Montpinchon plasuje się na 421. miejscu pod względem liczby ludności, natomiast pod względem powierzchni na miejscu 175.).